# Szałamaja
Szałamaja – dawny instrument dęty drewniany z grupy aerofonów stroikowych, ze stroikiem podwójnym; podobny do oboju. Powstał ok. XIII wieku we Francji. Używany od średniowiecza do XVIII w.
Była to piszczałka z bocznymi otworami i podwójnym stroikiem. W Europie znana od wczesnego średniowiecza w różnych odmianach i wielkościach (większe odmiany nosiły nazwę pomort). Ok. poł. XVII wieku wykształcił się z niej obój, który wyparł ją w XVIII w.

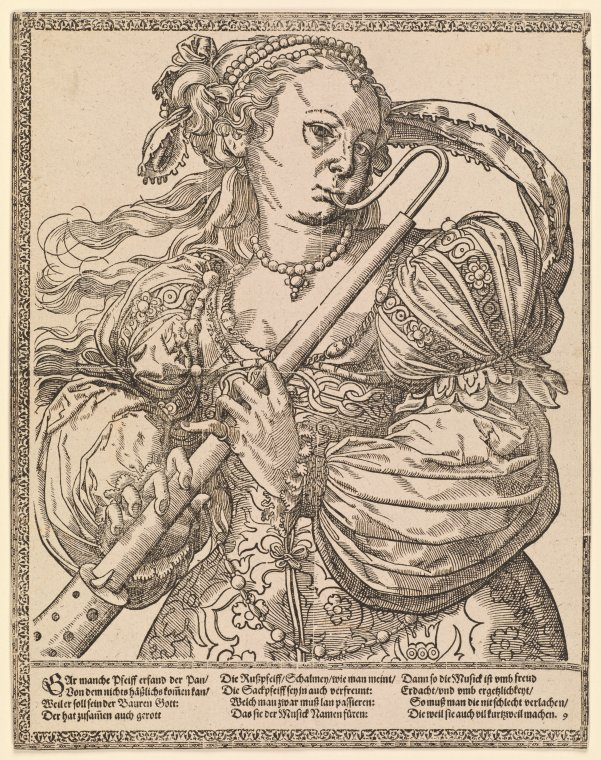
Kobieta grająca na szałamai basowej, (Tobias Stimmer ok. 1500)
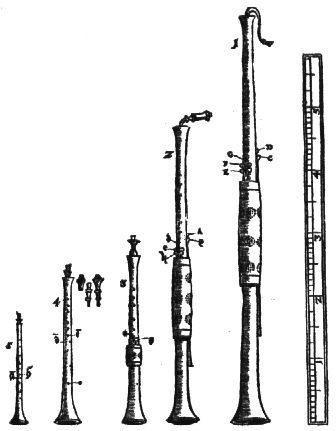
Szałamaje, Michael Praetorius Syntagma musicum (1619)